# Іткалюк Юрій Герасимович
Ю́рій Гера́симович Іткалю́к (23 квітня 1966 — 4 лютого 2015) — прапорщик Збройних сил України, учасник російсько-української війни.

## Життєвий шлях
Відслужив у РА, в ЧССР, 8 років. По поверненні познайомився з майбутньою дружиною Марією. Подружжя проживало у Вовничах. Працював механіком на різних підприємствах, їздив на заробітки до Києва. Робив на тракторі у Вовничах, допомагав обробляти односельцям земельні ділянки. Подружжя прожило разом 22 роки, виховали двох синів — Івана та Бориса.
Мобілізований в серпні 2014-го, старший механік-водій, 3-й танковий батальйон, 17-та окрема танкова бригада.
4 лютого 2015-го загинув під час обстрілу з ПТРК позицій взводного опорного пункту. Танк Юрія відбивав наступ терористів, прикриваючи українські підрозділи, потрапив під артобстріл. Два снаряди пролетіли повз, третій влучив у люк.
Без Юрія лишились дружина, двоє синів.
Похований в селі Вовничі 11 лютого 2015-го. Проводжали в останню дорогу усім селом. 10-12 лютого в Млинівському районі оголошені днями жалоби.

## Нагороди
За особисту мужність і героїзм, виявлені у захисті державного суверенітету та територіальної цілісності України, вірність військовій присязі під час російсько-української війни, відзначений — нагороджений
- орденом «За мужність» III ступеня (посмертно)
- нагрудним знаком «За оборону Луганського аеропорту» (посмертно)
- почесний громадянин Млинівського району (посмертно).